# Iko Iko (The Belle Stars)
Iko Iko è un singolo del gruppo musicale britannico The Belle Stars, pubblicato nel maggio 1982 come primo estratto dell'unico album in studio eponimo.
Si tratta di una cover dell'omonimo brano delle Dixie Cups del 1965.

## Tracce
CD Maxi
1. Iko Iko (12" Extended) – 4:54
2. Iko Iko (Bonus Beats) – 3:23
3. Iko Iko (7" Remix) – 3:14

7"
1. The Belle Stars – Iko Iko – 2:50
2. Hans Zimmer – Leaving Wallbrook/On The Road – 2:50

12"
1. Iko Iko (12" Mix) – 4:50
2. Iko Iko (Bonus Beats) – 3:18
3. Las Vegas – 4:55

## Successo commerciale
Il singolo ha originariamente ottenuto minimo successo alla sua pubblicazione, raggiungendo la 35ª posizione della classifica britannica. Tuttavia nel 1989, dopo essere stato incluso nella colonna sonora del film Rain Man - L'uomo della pioggia, è stato ripubblicato e ha ottenuto notevoli riscontri commerciali in tutto il mondo, posizionandosi 14ª nella Billboard Hot 100 e nelle top ten di altri vari paesi.

## Classifiche
| Classifica (1982-89) | Posizione massima |
| -------------------- | ----------------- |
| Australia            | 7                 |
| Austria              | 13                |
| Canada               | 42                |
| Germania             | 30                |
| Nuova Zelanda        | 5                 |
| Regno Unito          | 35                |
| Stati Uniti          | 14                |
| Svizzera             | 6                 |